# Ettenkofen (Neufahrn in Niederbayern)
Ettenkofen ist ein Gemeindeteil der Gemeinde Neufahrn in Niederbayern im niederbayerischen Landkreis Landshut.

## Geographie und Verkehrsanbindung
Das Dorf Ettenkofen liegt im oberen Tal der Kleinen Laber und erstreckt sich auf der Nordseite dieses Bachs. Der Ort befindet sich in der Hallertau, etwa fünf Kilometer westlich des Kernortes Neufahrn in Niederbayern.
Durch den Ort führt die Staatsstraße 2142, die B 15n verläuft östlich.

## Vereine
Ettenkofen hat drei ansässige Vereine:
- SV Ettenkofen
- Fasanenschützen Ettenkofen
- Billardverein Ettenkofen

Das Feuerwehrhaus der Freiwilligen Feuerwehr Hofendorf-Hebramsdorf befindet sich ebenso in Ettenkofen.